# Eddy Seel
Eddy Seel est un pilote de Supermotard belge né à Verviers le 23 avril 1970. Il court actuellement en classe S2 du championnat mondial Supermoto au sein de l'équipe Rigo Racing Suzuki. Il est devenu Champion du Monde de la classe S1 en 2003.

## Palmarès
1975 Début apprentissage moto
2001 Supermoto : Champion d’Europe, Champion d’Italie, 3e du Championnat d’Allemagne
2002 Supermoto : Vice-Champion d’Europe, Vice-Champion d’Allemagne, Vice-Champion d’Italie, 5e au Championnat du Monde
2003 Supermoto : Champion du Monde S1, Vainqueur de 7 GP, Champion d’Italie
2004 Supermoto : Champion d’Italie, 4e au Championnat du Monde S1, médaille d’argent X-GAMES à Los Angeles, 1re place du Guidon d’Or de Paris-Bercy en catégorie Supermoto
2005 Supermoto : Champion d'Italie, 3e du Championnat du monde S2